# Royal Academy of Arts

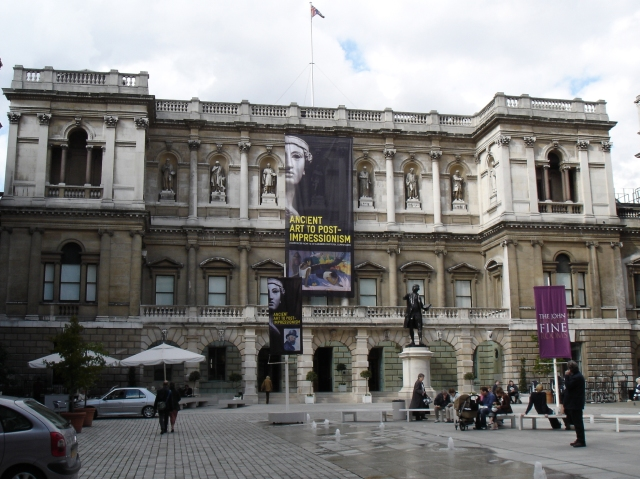
Royal Academy of Arts na Burlington House

Royal Academy of Arts je umělecká instituce nacházející se na Piccadilly v londýnském obvodu Westminster.

## Historie
Royal Academy of Arts byla založena jako konkurent Society of Arts, po sporu dvou významných architektů sira Williama Chamberse a Jamese Paineho. Paine vyhrál, ale Chambers využil své styky u dvora a roku 1768 založil novou uměleckou organizaci. Ustavující schůze akademie 10. prosince 1768 se konala za účasti čtyřiceti zakládajících členů. Prvním prezidentem byl Joshua Reynolds.
Do roku 1771 sídlila akademie na Pall Mall. Poté byla přestěhována do Somerset House, vládní budovy určené pro vzdělávací instituce. Roku 1837 byla přemístěna do nově zbudované budovy Národní galerie na Trafalgar Square a poté, roku 1868 do Burlington House na Piccadilly, kde se nachází i v současnosti.

## Aktivity
Royal Academy of Arts není podporována státem ani královským dvorem. Jedním z nejdůležitějších zdrojů financování její činnosti je pořádání specializovaných výstav. Ty jsou na velmi vysoké úrovni srovnatelné s Národní galerií nebo Tate Gallery.
Pod vedením Normana Rosenthala akademie hostila v roce 1997 ambiciózní výstavu současného umění Sensation – sbírku prací mladých britských umělců vlastněnou Charlesem Saatchi.
Akademie také pořádá pravidelnou letní výstavu současného umění, která se stala významnou společenskou událostí.
Každý může akademii poslat svůj obraz, a pokud je obraz vybrán, je vystaven vedle děl akademiků. Mnoho z těchto obrazů je možno koupit.
Akademie také provozuje postgraduální školu umění a vědeckou knihovnu. Royal Academy Schools je nejstarší školou umění v zemi a sídlí v Burlington House.

## Členství
Počet členů je limitován počtem 80 akademiků, kteří mohou být malíři, tiskaři, sochaři nebo architekté a musí být profesionálně činní ve Velké Británii.
Pravidla určují minimální podíl jednotlivých profesí – 14 sochařů, 12 architektů, 8 tiskařů a zbytek je doplněn malíři. Noví akademici jsou voleni současnými členy akademie.
19. května 1997 byla členkou akademie zvolena architektka Eva Jiřičná.